# Fredia
Fredia es un género de polillas de la familia Crambidae. Fue descrito por Hans Georg Amsel en 1961. Contiene una sola especie, Fredia tchahbaharia, que se encuentra en Irán.